# Augustendalsteatern
Augustendalsteatern är en friluftsteater med sittplatser under tak belägen på innergården vid Augustendals 4H-Gård, Huvudsta strand, Solna kommun.  Teatern är en del av Teater SAT i Solna och startades av Thomas Ringkvist 2001. Första pjäsen ut var Gideon Wahlbergs "Grabbarna I 57:an".  Augustendalsteatern har profilerat sig mot klassiska folklustspel och är den enda kvarvarande friluftsteatern i Stockholmsregionen som fortfarande spelar pjäser i denna genre. Dock har repertoaren på senare år även utökas med barnteater . 